# پوریا زراعتی
پوریا زراعتی (۳۱ شهریور ۱۳۶۵) تهیه‌کننده، مجری و گوینده ایرانی شبکه‌های خبری ماهواره‌ای اهل بابلسر، مازندران است. او سابقهٔ ۱۱ سال فعالیت در شبکهٔ من‌وتو را دارد و اکنون در شبکهٔ ایران اینترنشنال مشغول به کار است.
در اوایل سال ۱۴۰۳ حمله با چاقو به زراعتی در نزدیکی خانه‌اش در رسانه‌ها بازتاب گسترده و واکنش‌های بسیاری را به‌دنبال داشت.

## زندگی
او در رشته مهندسی مکانیک از دانشگاه برونل لندن مدرک دریافت نموده و ابتدا در شبکه من‌وتو به عنوان سردبیر اتاق خبر، مجری و گوینده حضور داشت و پس از حدود یازده سال از آن شبکه خارج و در سال ۱۴۰۱ به شبکه ایران اینترنشنال پیوست و در آنجا به عنوان تهیه‌کننده و مجری برنامه حرف آخر فعالیت می‌کند.

## حمله
پوریا زراعتی روز جمعه ۱۰ فروردین ۱۴۰۳ هنگام خروج از خانه‌اش در لندن مورد حمله دو فرد ناشناس قرار گرفت که با ضربات چاقو او را از ناحیه پا مجروح کردند.
به نظر می‌رسد، فرد مهاجم اول از وی درخواست پول کرده که وقتی با واکنش منفی زراعتی مواجه گردیده او را در بغل گرفته و نفر دوم هم به زراعتی نزدیک شده و وی را مورد حملات چاقو قرار داده‌اند. ایران اینترنشنال اعلام نمود که او در بیمارستان بستری و وضعیتش پایدار است.
تایمز قبلاً گزارش داده بود که جمهوری اسلامی، روزنامه‌نگاران شاغل در لندن را با کشاندن بستگان آنها به وزارت اطلاعات و ممانعت از انجام تراکنش‌های مالی مورد آزار قرار داده است.
پانزده تن از بستگان روزنامه نگارانی که برای ایران اینترنشنال کار می‌کنند، سال گذشته به دلیل تهدید به مرگ مجبور شدند به غرب لندن نقل مکان کنند.
جمهوری اسلامی پیش‌تر توسط MI5 و پلیس انگلستان در دو سال گذشته به بیش از دوازده توطئه ترور و آدم‌ربایی در بریتانیا علیه مخالفانش متهم شده است.
در ژانویه، بریتانیا یک شبکه جاسوسی ایرانی را که برای ترور روزنامه نگاران ایران اینترنشنال طراحی کرده بودند، کشف نمود.

### سابقه تهدید
شبکه ایران‌اینترنشنال در آبان ۱۴۰۱، در بحبوحه اعتراضات زن، زندگی، آزادی، از تهدید سپاه پاسداران علیه دو تن از خبرنگاران خود خبر داده بود.
در آذر ۱۴۰۲، شبکه خبری آی‌تی‌وی واقع در بریتانیا طی گزارشی اختصاصی خبر داد که «جاسوسان ایرانی» به یک «قاچاقچی انسان» سفارش داده بودند در اِزای دریافت مبلغ ۲۰۰ هزار دلار، سیما ثابت و فرداد فرحزاد دو مجری دیگر شبکه ایران اینترنشنال واقع در لندن را ترور کند.

### واکنش‌ها به حمله
حمله چند فرد ناشناس با چاقو به پوریا زراعتی، مجری تلویزیون ایران‌اینترنشنال، با محکومیت گسترده چهره‌های سرشناس ایرانی و بین‌المللی، روزنامه‌نگاران و رسانه‌ها، کنشگران سیاسی، مدافعان حقوق بشر و کاربران رسانه‌های اجتماعی روبه‌رو شد و در رسانه‌های بریتانیا و جهان بازتاب یافت. در پی انتشار خبر حمله به زراعتی، تعدادی از مخاطبان ایران اینترنشنال با ارسال پیام‌هایی حمله به او را محکوم کرده و برایش آرزوی سلامتی کردند. معترضان به حمله به او روی دیوار جنب یک خیابان در تهران شعارهایی علیه جمهوری اسلامی و برای حمایت از پوریا زراعتی و سارا تبریزی نوشتند.
واکنش‌های برخی از چهره‌ها و نهادهای سرشناس به این رویداد:
- آلیشا کرنز، رئیس کمیته روابط خارجی پارلمان بریتانیا، اعلام کرد: «بسیار ناراحت‌کننده است ایران اینترنشنال مجبور شد برای مدت کوتاهی دفتر بریتانیای خود را ببندد و اخیراً از لندن پخش زنده خود را شروع کرد. در حالی که ما از شرایط این حمله اطلاعی نداریم، ایران همچنان به تعقیب کسانی که شجاعت دارند علیه‌اش حرف بزنند، ادامه می‌دهد. با این حال من متقاعد نشده‌ام که ما و متحدانمان راهبردهای روشنی برای محافظت از مردم در کشورهایمان در برابر آنها (رژیم ایران) و حفاظت از منافع خود در خارج از کشور داریم.»[۱۰]
- اتحادیه ملی روزنامه‌نگاران بریتانیا و ایرلند در بیانیه‌ای آن را «تکان‌دهنده» خواند.[۱۰]
- میشل استین‌استریت، دبیرکل اتحادیه ملی روزنامه‌نگاران بریتانیا و ایرلند گفت: «هدف قرار دادن سیستماتیک روزنامه‌نگاران، صرفاً برای انجام وظایفشان، باید متوقف شود. جامعه بین‌المللی باید فشار بر ایران را افزایش دهد و سازمان ملل باید ایران را در قبال اقدامات خود پاسخگو کند.»[۱۰]
- حامد اسماعیلیون این اقدام را وحشیانه خواند و نوشت: «خبر وحشتناک حمله با سلاح سرد به آقای زراعتی در لندن خشم همه را برانگیخته است. برای آقای زراعتی آرزوی سلامت می‌کنم و امیدوارم پلیس لندن آمرین و عاملان این حرکت جنایتکارانه را پیدا کند.»[۱۱]
- مسیح علی‌نژاد، نوشت: «من از حمله ناجوانمردانه به دوستم بسیار ناراحت هستم. او روزنامه‌نگاری شجاع است که زندگی خود را وقف افشای جنایات و اقدامات تروریستی جمهوری اسلامی کرده است.»[۱۱]
- نازنین بنیادی، در شبکه ایکس با ابراز نگرانی شدید از این حمله، ابراز امیدواری کرد که پلیس بریتانیا، تهدیدهای جمهوری اسلامی برای کشتن خبرنگاران ایرانی در تبعید را جدی بگیرد.[۱۱]
- دیلی تلگراف، سازمان اطلاعات برای امنیت ملی انگلستان (ام آی فایو) از حمله به زراعتی مطلع شده است. بسیاری از دیگر رسانه‌های بریتانیا از جمله بی‌بی‌سی، ایندیپندنت و گاردین نیز به این خبر و سوابق تهدیدهای جمهوری اسلامی علیه روزنامه‌نگاران ایرانی در خارج از کشور، و به‌ویژه کارکنان ایران اینترنشنال پرداخته‌ند.[۱۱]
- علیرضا آخوندی، نماینده ایرانی پارلمان سوئد: «خواستار محافظت بریتانیا از چهره‌های مخالف جمهوری اسلامی هستیم.»[۱۱]
- نازنین افشین جم، فعال حقوق بشر: «چند نقشه ترور دیگر در خاک بریتانیا، کانادا، استرالیا و کشورهای اتحادیه اروپا، سپاه را در فهرست گروه‌های تروریستی قرار خواهد داد؟»[۱۱]